# Jonathan Meades
Jonathan Charles Meades (Cardiff, 2 marzo 1992) è un ex calciatore gallese, di ruolo difensore.

## Carriera

### Club
Meades fu prestato dal Cardiff City ai norvegesi del Moss in data 19 agosto 2010. Debuttò per questa formazione, all'epoca militante nella 1. divisjon, il 22 agosto: fu titolare nella vittoria per 2-0 sull'Alta, in cui fu espulso per doppia ammonizione. Nonostante questo, fu nominato migliore in campo. Il 10 ottobre, segnò l'unica rete con questa maglia, nella sconfitta per 4-2 sul campo del Tromsdalen. Tornato poi al Cardiff City, fu svincolato al termine del campionato 2011-2012.
Sostenne allora un provino al Bournemouth, che andò a buon fine e gli fece guadagnare così un'offerta di contratto. Non riuscì a giocare alcuna partita nel campionato 2012-2013, così per l'anno successivo passò in prestito all'AFC Wimbledon. Qui ritrovò Neal Ardley, che lo aveva già allenato nelle giovanili del Cardiff City. Disputò il primo incontro in squadra in data 6 novembre 2012, in occasione della sconfitta per 2-0 sul campo dell'Exeter City. Il 31 gennaio 2013, Ardley annunciò che il prestito di Meades era stato prolungato fino al termine del campionato.

### Nazionale
Ha giocato nella nazionale gallese Under-17.
Meades ha giocato per il Galles under 21, per cui partecipò alle qualificazioni al campionato europeo Under-21 2013.